# Whakapara (rivière du Northland)
La rivière Whakapara  (anglais : Whakapara River) est un cours d’eau de la région du  Northland de l’Île du Nord de la Nouvelle-Zélande.

## Géographie
C’est l’une des sources de la rivière Wairua. Elle s’écoule vers l’est à partir de sa source, tout près de la côte est de la Péninsule de Northland et atteint la rivière Wairua à 5 km à l’ouest de « Otonga ».